# Ikonoklasmus

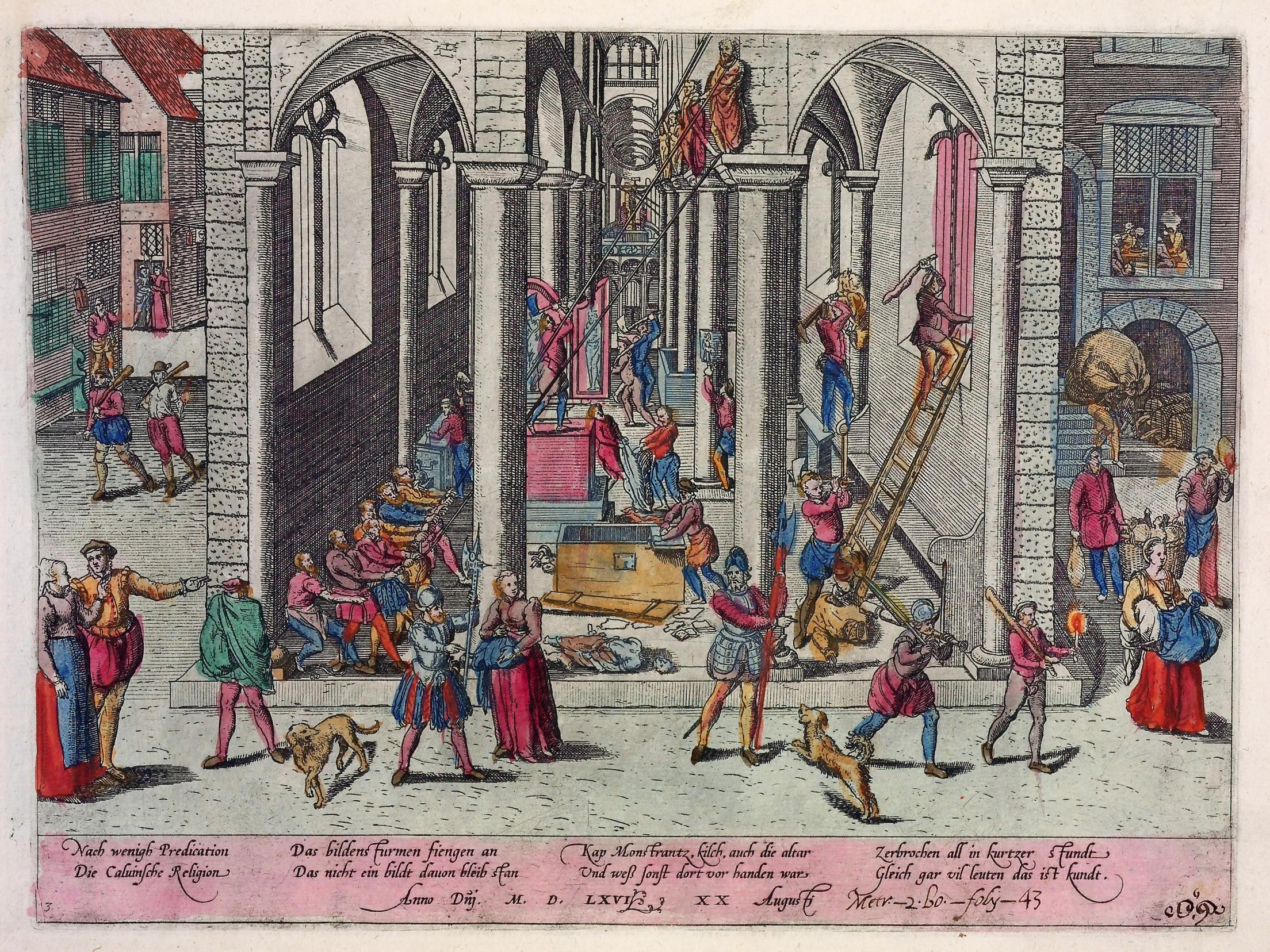
Ikonoklastische Ausschreitungen von Calvinisten in der Liebfrauenkathedrale von Antwerpen am 20. August 1566 (Kupferstich von Frans Hogenberg, 1588)

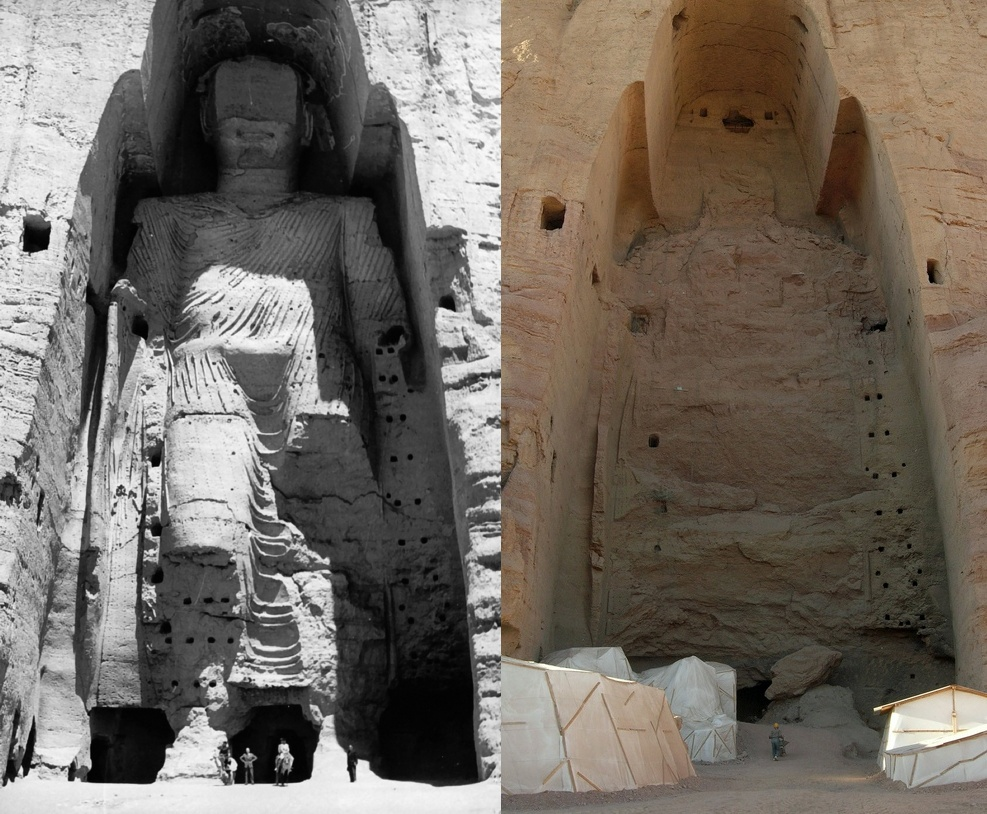
Buddha-Statue von Bamiyan vor und nach der Sprengung durch Taliban im Jahr 2001

Unter Ikonoklasmus (von altgriechisch ἡ εἰκών he eikón „das Bild, Abbild“ und τὸ κλάσμα tó klásma „das Zerbrochene, Bruchstück“, dies von κλάω kláo „ich zerbreche“), deutsch auch Bildersturm, versteht man die Zerstörung von Bildern oder Denkmälern von religiöser, kultureller oder politischer Relevanz. Die Zerstörung von Bildern ist Ausdruck der Bildfeindlichkeit oder Bilderfurcht (Ikonophobie) in einer Kultur, Religion oder Institution.
Menschen, die Bildnisse zerstören oder dazu aufrufen, werden Ikonoklasten oder Bilderstürmer genannt.

## Vorkommen und Arten
Eine lange Tradition hat der Ikonoklasmus nicht nur im Christentum (besonders im Calvinismus), sondern auch im Islam (besonders im Wahhabitentum). James Noyes hält den Ikonoklasmus jedoch auch für ein typisches Phänomen der Moderne und eine wesentliche Begleiterscheinung der Entstehung säkularisierter Staatswesen. Die Durchsetzung von Monotheismus durch Zerstörung „falscher Götter“ sei mit der des modernen Nationalismus zu vergleichen. Auch den italienischen Futurismus hält Noyes für eine ikonoklastische Bewegung.
- Zum religiösen Verbot von Bildern allgemein: siehe Bilderverbot
- Zum Ikonoklasmus in der byzantinischen Kirche: siehe byzantinischer Bilderstreit
- Zur Reformationszeit: siehe reformatorischer Bildersturm
- Zum Islam: siehe Bilderverbot im Islam
- Zur politisch motivierten Zerstörung von Herrschaftssymbolen: siehe Politischer Ikonoklasmus